# Scopula hyphenophora
Scopula hyphenophora är en fjärilsart som beskrevs av W. Warren 1896. Scopula hyphenophora ingår i släktet Scopula och familjen mätare. Inga underarter finns listade.